# Países Bajos (región)

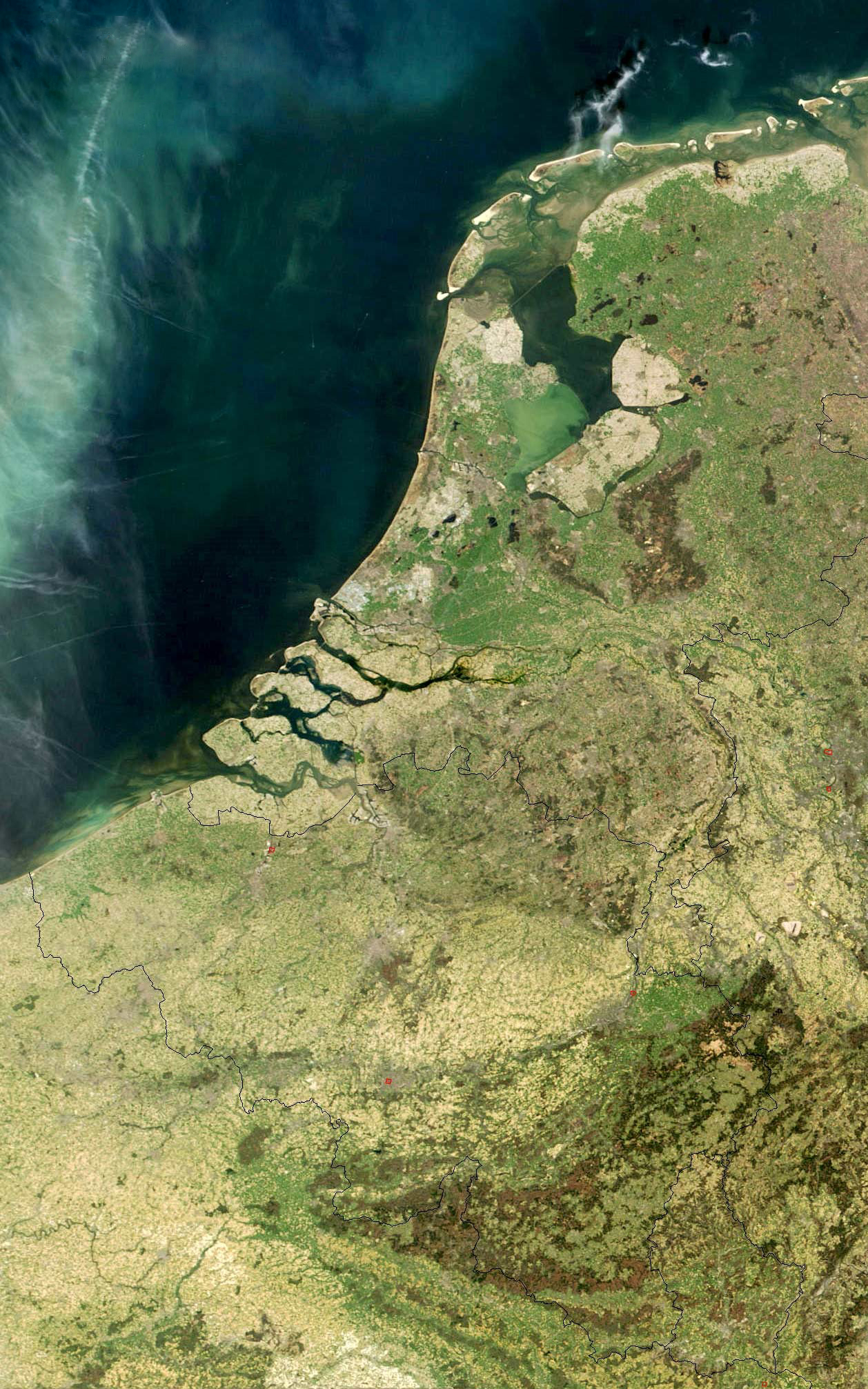
Los Países Bajos vistos desde el espacio.

Los Países Bajos (en neerlandés: De Lage Landen o De Nederlanden; en francés: les Pays-Bas) son una región costera del noroeste de Europa, que consisten esencialmente de Bélgica, Países Bajos y Luxemburgo, así como de los deltas de los ríos Rin, Mosa, Escalda y Ems, donde gran parte de las tierras están al nivel del mar o por debajo de él. Los límites precisos vendrían marcados por las ciudades francesas de Gravelinas y Dunkerque en el sur, hasta la zona neerlandesa de Delfzijl y alemana de Frisia Oriental en el norte, con Luxemburgo y la localidad francesa de Thionville en el sureste.
La mayor parte de los Países Bajos son regiones costeras limitadas por el mar del Norte o por el canal de la Mancha. Los países sin acceso al mar se han ligado política y económicamente a aquellos con acceso al mar, para formar una unión portuaria y un hinterland.